# 底物

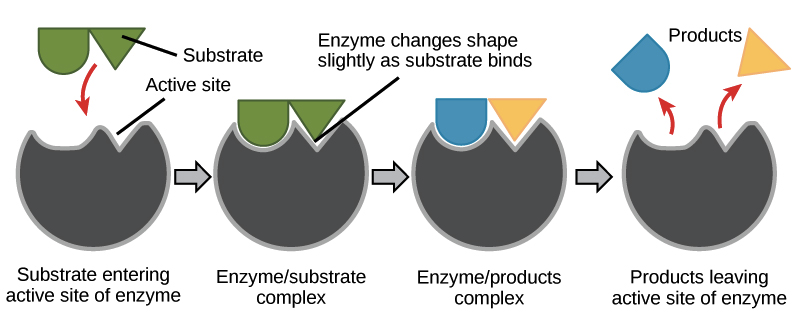
酶促反应过程，其中绿色部分为底物（Substrate）

受質（英語：substrate）又称或作用物，在生物化学领域指參與生化反應的物質，可為化學元素、分子或化合物，经酶作用可形成產物。一個生化反应的受質往往同时也是另一個化學反應的产物。
在酶促反应中，底物与酶的关系具有一定专一性，即酶只能催化某一种或某一类物质的反应，比如蛋白酶的底物是蛋白质，过氧化氢酶的底物是过氧化氢。

## 假底物
假受質（英語：Pseudosubstrate）指可以特异地结合到酶的活性中心但不被催化、阻止真底物结合的物质。有些酶具有能结合假底物结构域，其中的特定序列或残基是假底物结合的酶的活性部位，它们与假底物结合后，酶的活性受到抑制；当酶与配基结合后发生构象变化释放假底物后，便恢复催化功能。假底物是体内调节酶活性的一种重要物质。